# Themis Tolis
Efthimios "Themis" Tolis (gr. Ευθύμιος "Θέμης" Τόλης ur. 28 marca 1974 roku) – grecki perkusista black metalowy znany przede wszystkim jako wieloletni perkusista black metalowego zespołu Rotting Christ, w którym występuje nieprzerwalnie od początku wraz ze swoim starszym bratem Sakisem.

## Biografia
Wczesne lata (1974-1987)
Urodził się w Atenach 28 marca 1974 roku. W młodości Themis uczył się gry na perkusji a jego brat Sakis na gitarze. Wraz ze swoim bratem Sakisem w 1984 założył zespół Black Church. Grali w tym zespole aż do 1987 roku kiedy to założyli Rotting Christ, w którym grają do dziś.
Rotting Christ (1987-nadal)
W 1987 roku bracia Tolis razem z basistą Jimem Mutilatorem założyli Rotting Christ. Na początku zespół prezentował styl bliższy Grindcore'owi. Później jednak zespół zmienił swój styl na Black Metal. Na pierwszy albumie Thy Mighty Contract uważa się, że Themis nie grał, a perkusja została zaprogramowana. Jednak mimo wszystko Themis razem ze swoim bratem byli w zespole cały czas. Po odejściu Jima w 1996 roku Themis wraz z Sakisem pozostali jedynymi muzykami z oryginapnego składu.